# Малая Шилокша
Малая Шилокша — река в России, протекает в Кулебакском районе Нижегородской области. Устье реки находится в 18 км по левому берегу реки Шилокша. Длина реки составляет 13 км.
Исток реки к югу от деревни Красный Родник в 23 км к юго-востоку от города Кулебаки. Река течёт на северо-восток, протекает деревню Красный Родник, ниже течёт по ненаселённому лесу. Впадает в Шилокшу около деревни Пушлей.

## Данные водного реестра
По данным государственного водного реестра России относится к Окскому бассейновому округу, водохозяйственный участок реки — Тёша от истока и до устья, речной подбассейн реки — Бассейны притоков Оки от Мокши до впадения в Волгу. Речной бассейн реки — Ока.
По данным геоинформационной системы водохозяйственного районирования территории РФ, подготовленной Федеральным агентством водных ресурсов:
- Код водного объекта в государственном водном реестре — 09010300212110000030670
- Код по гидрологической изученности (ГИ) — 110003067
- Код бассейна — 09.01.03.002
- Номер тома по ГИ — 10
- Выпуск по ГИ — 0